# Пластун, Владимир Никитович
Владимир Никитович Пластун (2 октября 1938, Пятигорск — 8 октября 2024, Новосибирск) — советский, российский востоковед. Выпускник МГУ, преподаватель НГУ. Доктор исторических наук, профессор кафедры востоковедения Гуманитарного института Новосибирского государственного университета.

## Биография
В 1955—1957 годах учился в Ремесленном училище № 11 речного флота в Ростове-на-Дону. Специальность — «рулевой речного и озёрного плавания, столяр 4-го разряда». Работал матросом на судах Волго-Донского речного пароходства.
С 1957 по 1959 год был курсантом судоводительского отделения Ростовского мореходного училища им. Г. Я. Седова.
В 1959—1962 годах проходил срочную службу радистом в рядах 24-й воздушной армии Группы советских войск в Германии.
В 1962—1967 годах учился в МГУ на иранском отделении Института восточных языков по специальности «история Ирана».
С 1967 по 1969 год возглавлял Курсы русского языка при Иранском обществе культурных связей с Советским Союзом (ИОКС) в Тегеране.
В 1969—1971 годах преподавал язык фарси в Военно-дипломатической академии.
В 1971—1978 годах работал ст. научным сотрудником Института международного рабочего движения АН СССР (после 1991 — Институт сравнительной политологии РАН).
А в 1978 году перешёл на должность ст. научного сотрудника Института востоковедения АН СССР, где проработал до 2000 года.
В годы «афганской войны» и по её окончании (1979—1991) направлялся в служебные командировки в Афганистан:
1979—1980 — директор Советского культурного центра в ранге Первого секретаря Посольства СССР в Афганистане.
1987—1988 — советник Главного политического управления армии Республики Афганистан.
1989—1991 — собственный корреспондент газеты «Правда» в Афганистане.
В 2000 году переехал в Новосибирск, где преподавал до 2003 года востоковедение в качестве профессора Сибирского института международных отношений и регионоведения (СИМОР).
С 2004 года — профессор Кафедры востоковедения Гуманитарного института НГУ.
Умер 8 октября 2024 года в возрасте 86 лет.

## Научная деятельность
Область научных интересов: история и современная политическая ситуация стран Среднего Востока и Центрально-азиатского региона.

Опубликовал более 300 научных, научно-публицистических работ, учебных пособий, в том числе шесть монографий. Участник ряда международных и межвузовских конференций.
Награжден советскими, российскими и афганскими орденами и медалями, имеет статус «Ветеран боевых действий», «Ветеран труда».

### Монографии
- Коммунистическое движение в Иране (1917—1931 гг.). — М.: Институт востоковедения АН СССР, 1972. — 186 с. (кандидатская диссертация, депонирована под грифом «Для служебного пользования»).
- Левый экстремизм в политической жизни стран Среднего Востока. — Columbia University in the City of New York. Department of Political Science. — 8 July 1994. — 480 P. (депонировано).
- Наджибулла. Афганистан в тисках геополитики. — М.: Русский биогр. институт, Агентство «Сократ», 1998. — 240 с. (соавтор — В. Андрианов).
- Эволюция деятельности экстремистских организаций в странах Востока. — Новосибирск, «Сибирский хронограф», 2002. — 712 с. (докторская диссертация)
- Деятельность экстремистских сил и организаций в странах Востока. — Новосибирск, «Сова», 2005. — 474 с.
- Изнанка афганской войны. Дневниковые записи и комментарии участника. — М.: Институт востоковедения РАН, 2016. — 756 с.

### Учебные пособия
- История фарсиязычной и арабской литературы: Учебное пособие. — Новосибирск: Новосиб. гос. ун-т, 2008. — 160 с.
- Ислам, исламизм и транснациональный терроризм: Курс лекций. — Новосиб. гос. ун-т, ГФ НГУ. — Новосибирск, 2006. — 123 с.
- Исламизм — угроза исламу и миру: Учебное пособие. — Новосибирск: Новосиб. гос. ун-т, 2018. — 146 с.
- Международные отношения стран Азии и Африки. Проблема исламизма: учебное пособие для вузов, 2-е изд. — Москва: Издательство Юрайт, 2020. — 144 с.

### Интервью
- Востоковед Владимир Пластун: Главная проблема талибов — не Запад и США, а наемники \ Михайло Глуховський // Сайт Главком (Украина), 23.08.2021: https://glavcom.ua/ru/interview/vostokoved-vladimir-plastun-glavnaya-problema-talibov-ne-zapad-i-ssha-a-naemniki-777640.html
- то же на украинском языке: «Талібан»: що далі? Інтерв’ю з радянським дипломатом Володимиром Пластуном // Сайт Главком (Украина), 23.08.2021:  https://glavcom.ua/world/observe/taliban-shcho-dali-i-hto-vigrav-intervyu-z-radyanskim-diplomatom-ta-shodoznavcem-volodimirom-plastunom-778099.html
- Талибы многое обещают на словах. Можно ли им верить? / Нина Леонтьева // 08.09.2021: https://www.pravda.ru/world/1637601-afganistan/
- Не стоит спешить с предсказаниями: востоковед оценил последствия кризиса в Афганистане / Н. Леонтьева // Сайт pravda.ru, 30.09.2021: https://www.pravda.ru/world/1645375-krizis_v_afganistane/
- Владимир Пластун: Талибы не пойдут в Среднюю Азию, а вот другие исламисты могут // ИА Eurasia Daily (EADaily), 08.10.2021: eadaily.com/ru/news/2021/10/08/vladimir-plastun-taliby-ne-poydut-v-srednyuyu-aziyu-a-vot-drugie-islamisty-mogut
- Почему талибы быстро захватили власть в Афганистане // Радио Спутник Кыргызстан, 04.10.2021: https://sputnik.kg/society/20201126/1050555646/afgan-sogushuna-katyshkan-kyrgyzstandyktar.html

### Статьи
- «Исламское государство провинции Хорасан» — угроза Центрально-азиатскому региону // Вестник НГУ. Серия: История, филология. 2021. Т. 20, № 4: Востоковедение, с. 169—175.

### Участие в конференциях
- Международный круглый стол «Центральная Азия: проблемы безопасности в контексте продолжения афганского конфликта». — Доклад. Санкт-Петербург, 22.04.2021.
- Ситуация в Афганистане и позиции сопредельных государств (краткий анализ). — Доклад // Международная научно-практическая конференция «Историческое наследие и кросс-культурные связи на Великом Шелковом пути» (в рамках III Международного научного форума Гуманитарного института НГУ «НАСЛЕДИЕ», 02.11.2021 (4 с.).
- Positions of Players on the «Afghan Field». — Presentation // Sanya Public Security Forum, Hainan CGE Peace Development Foundation, 14.11.2021 (7 p.) + Video 15 min.).[5]